# Dokapon Kingdom
Dokapon Kingdom es un videojuego para las consolas Wii y PlayStation 2 desarrollado por Sting Entertainment y publicado por Atlus. Es un juego de rol de consola en el que cuatro jugadores tienen una misión. El juego fue lanzado en EE. UU. el 14 de octubre de 2008.

## Sistema de juego
El juego es un híbrido entre juego de tablero y RPG con modos de juego que varían desde el modo historia hasta el modo batalla campal.
Los jugadores hacen girar una ruleta y entonces se mueven a cualquier espacio al que puedan llegar moviendo ese número de espacios. Los jugadores tendrán libertad para elegir la dirección en la que quieren ir. Cayendo en un espacio vacío amarillo o en el espacio de otro jugador causará normalmente una batalla pero, a veces, el jugador encontrará extraños viajeros que quizás le permitan jugar un minijuego or contratar sus servicios para robar o dañar a los otros jugadores. El sistema de batalla se basa en el estilo de piedra, papel, tijeras, funcionando de la siguiente manera:
| Opción de ataque                            | Opción de defensa resiste el ataque                       | Nota                                                                                                  |
| ------------------------------------------- | --------------------------------------------------------- | --- |
| Ataque                                      | Defensa                                                   | Reduce el daño recibido por el ataque                                                                 |
| Magia (según magia equipada)                | Defensa mágica (según defensa mágica equipada)            | Según defensa mágica equipada: recude daño, devuelve parte del daño, aumenta características propias. |
| Strike                                      | Contraataque                                              | Esquiva el ataque sin recibir ningún daño y devolviendo un poderoso golpe al atacante.                |
| Especial (según la profesión del personaje) | Rendirse (escapa del combate y pierde el siguiente turno) | |

Múltiples magias y cambios en las características juegan su papel tanto en la batalla como en el tablero de juego, mientras que las habilidades específicas de cada clase incrementan con el nivel del jugador.
Hay tres clases iniciales disponibles para el nuevo aventurero: guerrero, ladrón y mago. Siguiendo un patrón de niveles, son posibles once clases de personaje. El juego siempre incluirá al menos dos personajes y permite participar de uno a cuatro jugadores humanos. Los jugadores humanos pueden irse y ser reemplazados por oponentes controlados por la computadora en cualquier fase del juego, y viceversa.
Un elemento clave del juego es dificultar el progreso de otros jugadores. Los jugadores pueden obstruir a los demás alquilando asesinos o bandidos que dañen al jugador. También tienen la opción de robar impuestos y ciudades controladas por otros jugadores. Debido a la tensión que estos eventos son propensos a causar (conocida como la Furia Dokapon), Atlus ha apodado el juego como "Destructor de amistades" en sus materiales de marketing.
El juego lo gana el jugador que tenga más dinero al final. Un sistema único de mejoras asegura que ningún jugador se distancia tanto como para no ser alcanzado y superado. El jugador que gana el modo historia se casa con la hija del Rey.

## Acogida
La versión de Wii fue nominada para "Mejor RPG" para Wii por IGN en sus premios de videojuegos 2008.